# Ruta Nacional 14 (Argentina)

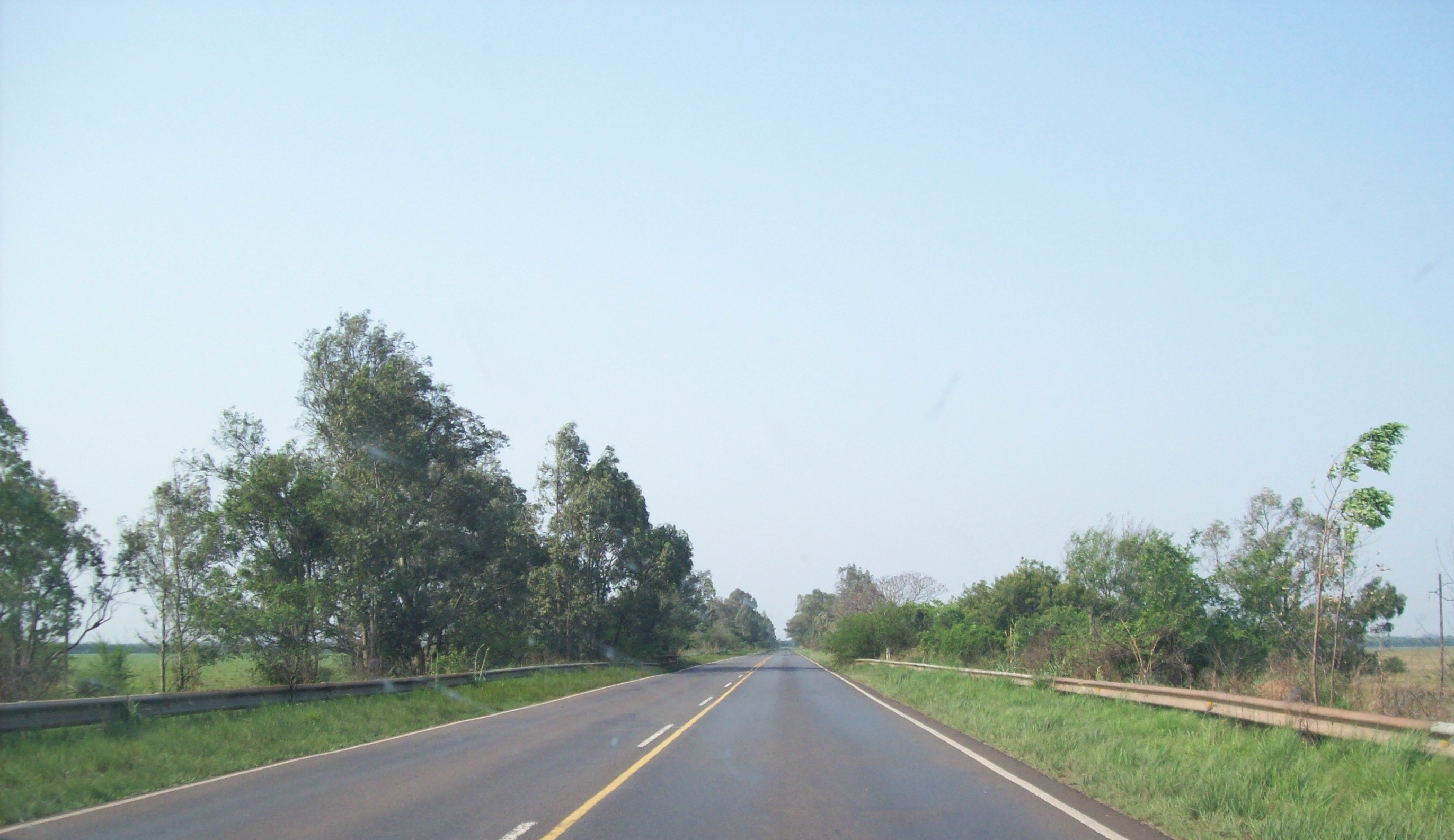
Ruta Nacional 14 entre La Cruz e Alvear.

A Ruta Nacional 14 General Agustín P. Justo (Decreto n.º 2.527/1976) ou simplesmente RN 14 é uma rodovia argentina.
Une as províncias de Misiones, Corrientes e Entre Ríos, numa extensão de 1.127 quilômetros.
Embora seja considerada uma rodovia radial, não tem inicio na capital, e sim na RN 12 na localidade de Ceibas, província de Entre Ríos, seguindo na direção norte margeando o rio Uruguai culminando na cidade de Bernardo de Irigoyen, na Província de Misiones. É uma das rodovias mais movimentadas do país, por ser a principal via para o tráfego de veículos entre o Brasil e a Argentina.
O trecho de 510 km entre Ceibas e Paso de los Libres, na fronteira com o Brasil (ao lado da cidade de Uruguaiana), foi totalmente duplicado em 2015. Como a rodovia que liga Buenos Aires a Ceibas já era duplicada antes, é possível ir da capital argentina até a fronteira do Brasil em pistas duplas.  Em seus últimos quilômetros (a partir de San Pedro até seu final) é de ripio (pedras soltas) e encontra-se em condições ruins.
Nos últimos anos recebeu a denominação de Ruta de la Muerte devido ao grande número de acidentes que que ocorrem na rodovia.
Esta rodovia passa junto ao Parque Nacional El Palmar, que se caracteriza por suas palmeiras yatay, cuja entrada encontra-se a 6 km ao sul de Ubajay, na província de Entre Ríos. Também passa pelo Parque Provincial Cruce Caballero a nordeste da cidade de San Pedro, província de Misiones.